# Марк Пупий Пизон Фруги
Марк Пупий Пизон Фруги (на латински: Marcus Pupius Piso Frugi) е политик на Римската република от втората половина на 1 век пр.н.е.
Произлиза от сабинската или етруска плебейска фамилия Пупии, клон Пизон Фруги. Син е на Марк Пупий Пизон Фруги Калпурниан (консул 61 пр.н.е.), осиновен от стария Марк Пупий.
През 44 пр.н.е. той става претор, през 40 пр.н.е. легат. Баща е на Марк Лициний Крас Фруги (консул 14 пр.н.е.), който е осиновен от Марк Лициний Крас (младши) (консул 30 пр.н.е.) и става правнук на триумвира Марк Лициний Крас. Дядо е на Марк Лициний Крас Фруги (консул 27 г.).